# Wally Cox
Wally Cox, né Wallace Maynard Cow est un acteur américain né le 6 décembre 1924 à Détroit, Michigan (États-Unis). Son père George W. Cox était un rédacteur publicitaire, tandis que sa mère Frances Eleanor Cox née Atkinson était un auteur de livres mystères. Elle a écrit sous le nom de plume d'Eleanor Blake. Il a une sœur cadette nommée Eleanor Robinson. 
Il meurt le 15 février 1973 à Los Angeles, Californie, dans sa maison à Hollywood, à 48 ans. Selon une autopsie, Cox est mort d'une crise cardiaque causée par une occlusion coronarienne. Les rapports initiaux indiquaient qu'il souhaitait ne pas avoir de funérailles et que ses cendres seraient dispersées en mer.  Un rapport ultérieur a indiqué que ses cendres avaient été placées avec celles de Brando et d'un autre ami proche, Sam Gilman, et dispersées dans la Vallée de la Mort et à Tahiti

## Biographie
Il s'installe avec Marlon Brando au début de l'année 1949 comme co-locataire. Ils étaient amis d’enfance et resteront soudés jusqu’à sa mort 
Wally Cox a épousé :  
- Marilyn Gennaro le 7 juin 1954 et a eu deux enfants avec elle. Le couple a divorcé en 1961.
- Milagros Tirado Fink le 25 octobre 1963. Ils ont divorcé le 16 août 1966.
- Patricia Tiernan, en 1969, et est resté marié avec elle jusqu'à sa mort en 1973.

## Filmographie
- 1949 : School House (série télévisée)
- 1952 : Mr. Peepers (série télévisée) : Robinson Peepers
- 1952 : L'Homme à l'affût (The Sniper) d'Edward Dmytryk
- 1954 : Babes in Toyland (TV)
- 1962 : Something's Got to Give : Shoe Salesman
- 1962 : La Foire aux illusions (State Fair) : Hipplewaite
- 1963 : La Montagne des neuf Spencer (Spencer's Mountain) : Preacher Goodman
- 1964 : Underdog (série télévisée) : Underdog (voix)
- 1964 : La Quatrième Dimension (The Twilight Zone) (Série TV) : épisode Très affectueusement, Agnès (From Agnes - With Love) de Richard Donner (saison 5, épisode 20) : James Elwood
- 1964 : Fate Is the Hunter de Ralph Nelson : Ralph Bundy
- 1964 : La Rolls-Royce jaune (The Yellow Rolls-Royce) : Ferguson
- 1965 : Aux postes de combat (The Bedford Incident) : Seaman Merlin Queffle
- 1965 : Morituri : Dr. Ambach
- 1966 : Mission impossible (série TV) : Terry Targo
- 1967 : L'Homme de fer (TV) : Scoutmaster
- 1967 : Petit guide pour mari volage (A Guide for the Married Man) de Gene Kelly : Technical Adviser (Married 14 years)
- 1968 : The One and Only, Genuine, Original Family Band : Wampler
- 1970 : Mother : Clyde King
- 1970 : Quarantined (TV) : Wilbur Mott
- 1970 : The Young Country (TV) : Aaron Grimes / Ira Greebe
- 1970 : Cockeyed Cowboys of Calico County (en) d'Anton Leader (de) et Ranald MacDougall : Mr. Bester
- 1970 : Du vent dans les voiles (The Boatniks) : Jason
- 1970 : Wacky Zoo of Morgan City (TV) : Becker
- 1971 : Un singulier directeur (The Barefoot Executive) : Mertons
- 1972 : Magic Carpet (TV) : Harold Kane
- 1972 : Once Upon a Mattress (TV) : The Jester
- 1973 : The Night Strangler (en) (TV) : Titus Berry